# هاتشي: حكاية كلب
هاتشي: حكاية كلب (بالإنجليزية: Hachi: A Dog's Tale)‏ هو فيلم درامي من إنتاج عام 2009 قائم على قصة حقيقية لكلب وفي اسمه هاتشيكو والكلب من نوع اكيتا، الفيلم هو نسخة حديثة من فيلم ياباني بعنوان «حكاية هاتشيكو» (ハチ公物語) من إنتاج عام 1987. قام ببطولة الفيلم ريتشارد غير، جوان ألين، وساره رويمير.

## القصة
في أحد الليالي وأثناء عودة البروفيسور إلى بيته صادفه كلب صغير في محطة القطار، فيأخذ البروفيسور الكلب معه إلى بيته، اعتنى البروفيسور بالكلب في تلك الليلة، وبعد فترة زاد تعلق البروفيسور بالكلب حتى بدأ الكلب بتوصيل البروفسيور لمحطة القطار، وأثناء حياته كان هاتشي يذهب لمقابلته عند عودته من العمل أمام باب محطة شيبويا بشكل متكرر حتى مايو 1925 عندما لم يعد البروفسور إلى المحطة في أحد الأيام بسبب نزيف دماغي تعرض له في الجامعة أدى إلى وفاته، إلا أن هاتشيكو لم يقلع عن عادته في انتظار سيده أمام باب المحطة يوماً بعد يوم في انتظار عودته، واستمر على هذا الحال عشرة سنوات متتالية حتى لفت انتباه الكثير من المارة في المحطة وانتشرت قصته. وفي أحد الأيام جاءت زوجة البروفسيور لزيارة قبر البروفيسور وفي أثناء عودتها إلى محطة القطار، فوجئت برؤية هاتشي ينتظر البروفيسور امام باب المحطة بعد مرور 10 سنوات من وفاته وهذه القصة تبين مدى وفاء الكلاب وقد تم بناء تمثال للكلب هاتشى في محطة القطار ويعتبر الآن مكان سياحى حيث يتوافد عليه السياح في اليابان لزيارة تمثال الكلب واخذ معه صور تذكارية.

## الممثلون
- ريتشارد جير / باركر ويلسون
- كاري-هيرويوكي تاغاوا / كين
- جيسون الكسندر / كارل

## وصلات خارجية
- هاتشي: حكاية كلب على موقع IMDb (الإنجليزية)
- هاتشي: حكاية كلب على موقع روتن توميتوز (الإنجليزية)
- هاتشي: حكاية كلب على موقع نتفليكس (الإنجليزية)
- هاتشي: حكاية كلب على موقع قاعدة بيانات الأفلام العربية
- هاتشي: حكاية كلب على موقع ألو سيني (الفرنسية)
- هاتشي: حكاية كلب على موقع Turner Classic Movies (الإنجليزية)
- هاتشي: حكاية كلب على موقع أول موفي (الإنجليزية)
- هاتشي: حكاية كلب على موقع فيلمافينيتي (الإسبانية)
- هاتشي: حكاية كلب على موقع قاعدة بيانات الأفلام السويدية (السويدية)
- هاتشي: حكاية كلب على موقع قاعدة بيانات الفيلم (الإنجليزية)

## الميزانية والإيرادات
بلغت تكلفة إنتاج الفيلم حوالي 16 مليون دولار بينما حقق أرباحا تقدر بـ 46671235 دولار.

## اقرأ أيضاً
- هاتشيكو